# Старошведська волость
Старошведська волость — адміністративно-територіальна одиниця Херсонського повіту Херсонської губернії.
Станом на 1886 рік — складалася з 5 поселень, 5 сільських громад. Населення — 2776 особа (1423 осіб чоловічої статі та 1353 — жіночої), 260 дворових господарств.
|                     | Площа, десятин | У тому числі орної, дес. |
| ------------------- | -------------- | ------------------------ |
| Сільських громад    | 10977          | 4887                     |
| Приватної власності | —              | —                        |
| Казенної власності  | 2070           | —                        |
| Іншої власності     | 123            | 120                      |
| Загалом             | 13170          | 5007                     |

Поселення волості:
- Старошведська — колонія німців при річці Дніпро за 81 верст від повітового міста, 515 осіб, 65 дворів, лютеранська церква, школа.
- Клостендорф (Костирка) — колонія німців при річці Дніпро, 773 особи, 52 двори, католицька церква, школа, лавка.
- Мільгаузендорф — колонія німців при річці Космар та Дніпровському лимані, 489 осіб, 47 дворів, лютеранський молитовний будинок, лавка.
- Ново-Берислав — колонія євреїв при річці Космар та Дніпровському лимані, 525 осіб, 50 дворів, синагога, школа, баня.
- Шлянґендорф (Гадюча) — колонія німців при річці Космар та Дніпровському лимані, 474 особи, 46 дворів, лютеранський молитовний будинок, школа.